# Ida Dalser
Ida Irene Dalser (* 20. August 1880 in Sopramonte bei Trient; † 3. Dezember 1937 in Venedig) war die erste Ehefrau des italienischen Diktators Benito Mussolini und Mutter des gemeinsamen Sohns Benito Albino.

## Jugend
Das Trentino, in dem Ida Dalser auf die Welt kam, gehörte damals zum italienischsprachigen Teil des Kaiserreichs Österreich-Ungarn. Ida Dalser besaß dadurch die österreichische Staatsbürgerschaft. Ihr Vater war der Bürgermeister von Sopramonte. Sie ließ sich nach der Schulausbildung in Paris zur Kosmetikerin ausbilden. Danach eröffnete sie in Mailand einen Kosmetiksalon im französischen Stil, der sich rasch erfolgreich entwickelte.

## Ehe mit Mussolini
Ida Dalser und Benito Mussolini lernten sich 1907 kennen, und es entwickelte sich eine Beziehung zwischen beiden. Benito Mussolini war in seiner Jugend ein radikaler Anhänger des Sozialismus. Er war aktives Mitglied des Partito Socialista Italiano und übernahm dort wechselnde Ämter. Bei linksgerichteten Zeitungen arbeitet er als Redakteur. 1912 wurde er Chefredakteur des Parteiorgans Avanti!, dessen Auflage er erfolgreich steigerte. Ida bewunderte und unterstützte ihn finanziell. Sie verkaufte 1913/14 ihren Kosmetiksalon und finanzierte die von ihm neu herausgegebene Zeitung „Il Popolo d’Italia“ (Das Volk Italiens).
Nach verschiedenen Quellen heirateten Benito Mussolini und Ida Dalser 1914 standesamtlich. Amtliche Unterlagen über die Eheschließung gibt es nicht; sollte es sie gegeben haben, wurden sie wahrscheinlich zur Zeit des italienischen Faschismus vernichtet. Trotz der unsicheren Quellenlage ist belegt, dass Ida Dalser während des Ersten Weltkrieges, als Benito Mussolini zum Kriegsdienst eingezogen war, eine staatliche Beihilfe, adressiert an „seine Frau Ida Dalser“, bekam, die nur für Familienangehörige von eingezogenen Soldaten vorgesehen war. Als Benito Mussolini im Dezember 1915 im Kampf verwundet wurde, schickte sein Kommandant ein entsprechendes Telegramm an die „Signora Ida Dalser Mussolini“. Am 11. November 1915 kam Benito Albino als gemeinsamer Sohn von Benito Mussolini und Ida Dalser zur Welt. Die Beziehung war allerdings nicht von Dauer. Kurz darauf, am 17. Dezember 1915, heiratete Benito Mussolini, der noch im Lazarett lag, vor dem Standesbeamten in Treviglio (Lombardei) seine langjährige Freundin Rachele Guidi, mit der er seit 1910 eine gemeinsame Tochter, Edda, hatte. Über eine Scheidung von Ida Dalser liegen keine Erkenntnisse vor. Wahrscheinlich war nach damaligem italienischen Recht eine Ehescheidung nicht möglich. Auch wenn die Quellenlage nicht völlig gesichert ist, beging Benito Mussolini vermutlich Bigamie.

## Streit und Tod
Die plötzliche Eheschließung mit Rachele Guidi verletzte Ida Dalser, außerdem hatte sie im Zuge der Beziehung ihre gesamten Ersparnisse verloren. Sie drängte vergeblich, dass Benito Mussolini die Vaterschaft an Benito Albino notariell bestätigte. Danach verklagte sie ihn erfolgreich auf Unterhalt.
Die politischen Auffassungen von Benito Mussolini wendeten sich in dieser Zeit vollständig nach rechts. 1919 gründete er die Gruppe der Schwarzhemden, den Vorläufer der Faschistischen Partei. Durch den Marsch auf Rom kam er 1922 an die Macht. Ida Dalser gab sich weiterhin als seine erste Frau aus. Sie behauptete ebenfalls, dass er zu Beginn des Ersten Weltkriegs Zahlungen von der französischen Regierung erhalten hätte. Er solle im Gegenzug seinen politischen Einfluss gelten machen, damit das damals noch neutrale Italien an der Seite Frankreichs in den Krieg ziehe.
Sobald Benito Mussolini an der Macht war, wurden Ida Dalser und ihr Sohn unter polizeiliche Beobachtung gestellt. Nach Augenzeugenberichten wurden alle Spuren der früheren ehelichen Beziehung durch faschistische Agenten beseitigt, auch ihre Wohnung wurde durchsucht. 1926 wurde sie gegen ihren Willen in die Nervenheilanstalt von Pergine Valsugana eingewiesen. Später kam sie in die Nervenheilanstalt auf der Insel San Clemente (Venedig). Dort starb sie 1937; als Todesursache findet sich in den Unterlagen der Vermerk Hirnblutungen.

## Benito Albinos Schicksal
Dem etwa zehnjährigen Sohn Benito Albino wurde von faschistischen Agenten gesagt, dass seine Mutter gestorben sei. Er wurde in ein Internat nach Moncalieri geschickt. Im Alter von 15 wurde er als Waisenkind von Giulio Bernardi, dem ehemaligen Polizeichef von Sopramonte und Mitglied der faschistischen Partei, adoptiert. Benito Albino gelang es nicht, seine Mutter noch einmal wiederzusehen, und er gab sein Leben lang die Hoffnung nicht auf, von seinem Vater doch anerkannt zu werden. Er meldete sich zu Beginn des Zweiten Weltkriegs freiwillig bei der Kriegsmarine und fuhr zur See. Zurück in der Heimat wurde er – wie seine Mutter – in eine Nervenheilanstalt in Limbiate eingeliefert, wo er 1942 starb.

## Aufarbeitung in den Medien
Die Geschichte von Benito Mussolinis Ehe mit Ida Dalser blieb lange Zeit unbekannt. Sie wurde erst 2005 durch den Journalisten Marco Zeni aufgedeckt. Er erstellte eine Fernsehdokumentation und veröffentlichte zwei Bücher („L’ultimo filò“ und „La moglie di Mussolini“). Unter dem Titel „Vincere“ entstand 2009 ein Film über Ida Dalsers Leben. Regie führte Marco Bellocchio, Hauptdarstellerin war Giovanna Mezzogiorno. Der Film zählte zum exklusiven Kreis der Kandidaten um die Goldene Palme bei den Filmfestspielen in Cannes 2009.